# Khalil Ghazal
Mohammad Khalil Ghazal, känd som enbart Khalil Ghazal, född 6 januari 1993 i Stockholm, är en svensk skådespelare, artist och låtskrivare under artistnamnet Anansi.
Musiken är en kombination av hiphop och R&B med sång, rap och inslag av pop.

## Biografi
Khalil Ghazal bor i Stockholm där han även är född och uppvuxen. Han är yngst av fem syskon och blev introducerad till hiphop av sin äldsta bror.
2019 släppte han sin första singel ”Pronto” 2020 släpptes "Driving" som dubbelsingel tillsammans med "War Times", alla producerade av Anton Axélo. 2021 kom singeln "Monaco" som är första låten på svenska, producerad av Cobra.
Han har även samarbetat med Esther Vallee på låten "Breaking Up". Anansi gjorde tre spelningar i samband med Way Out West 2019 och har även uppträtt på We Are Sthlm och Roskildefestivalen samt den officiella efterfesten på Lollapalooza Stockholm, P3 Guld och Guldbaggen.
Han har medverkat i filmer som ”Det våras för vårt Sverige” och ”Morfars Big Bang” och senast som Osman i kritikerrosade Snabba Cash där han spelar mot skådespelare såsom Evin Ahmad, Alexander Abdallah, Olle Sarri, Felice Jankell samt rap-kollegorna Z.E och Robin Nazari. 2023 medverkade han i den svenska filmen Bullets.

## Diskografi

### Singlar
- "Pronto" (2019)
- "Driving" / "War Times" (2020)
- "Monaco" (2021)

### Medverkar på
- "Breaking Up (feat. Anansi, 2020)